# USS Lamson (DD-367)
DD 367 Lamson (Корабль соединённых штатов Лэмсон) — американский эсминец типа «Мэхэн».
Заложен на верфи Bath Iron Works 20 марта 1934 года. Спущен 17 июня 1935 года, вступил в строй 21 октября 1936 года.
1 июля 1946 года потоплен как цель при испытании «Эйбл» атомной бомбы Mk.III «Fat Man» близ атолла Бикини.
Из состава ВМС США исключён 15 августа 1946 года.